# Miles Russell (28e baron de Clifford)
Miles Edward Southwell Russell, 28e baron de Clifford (né le 7 août 1966) est un vétérinaire et pair héréditaire britannique.

## Biographie
Miles Russell est initialement comptable dans l'équipe agricole de Deloitte Touche Accountants, entreprenant trois ans de comptabilité agricole au cours de sa formation, avant de passer à la gestion des finances des clients et des entreprises rurales dans un cabinet d'avocats agréé basé à Cotswold. Géomètres.
Il devient directeur de pratique au sein du George Veterinary Group, basé dans le Wiltshire, en avril 2008 et rejoint le conseil d'administration du Veterinary Management Group en 2016. Il devient directeur financier du Veterinary Management Group en 2019  et est élu président du groupe pour 2023-2024 lors de sa conférence annuelle, à Stratford-upon-Avon,.
Il succède à son titre familial en 2018, à la mort de son oncle, John Russell, 27e baron de Clifford, et est élu à la Chambre des Lords lors d'une élection partielle de Crossbencher en septembre 2023, prenant la place de Raymond Jolliffe, 5e baron Hylton, qui a pris sa retraite plus tôt cette année-là.

## Famille
Il épouse, en 1995, Marion Elaine Arkley (1786-1856), fille de Derek W. Arkley et de Jean Cartledge. Ils ont deux enfants :
- Edward Southwell Russell (né le 18 novembre 1998) ;
- Grace Carolyn Russell (né en 2003)